# Vedums landskommun
För andra betydelser, se Vedums landskommun (olika betydelser).
Vedums landskommun var en tidigare kommun i dåvarande Skaraborgs län.

## Administrativ historik
Vid kommunreformen 1952 bildades denna storkommun av landskommunerna Eling, Laske-Vedum, Södra Lundby, Västerbitterna och Österbitterna. Samtidigt överfördes från Laske-Vedum Vedums municipalsamhälle som upplöstes i denna kommun 31 december 1959. 
Den 1 januari 1967 upplöstes kommunen och hela området fördes till Vara köping som sedan 1971 blev Vara kommun.
Kommunkoden var 1952-1966 1604.

### Kyrklig tillhörighet
I kyrkligt hänseende tillhörde kommunen församlingarna Bitterna, Eling, Laske-Vedum och Södra Lundby. Från 2002 till 2017 omfattade Vedums församling samma område som Vedums landskommun.

## Geografi
Vedums landskommun omfattade den 1 januari 1952 en areal av 111,46 km², varav 111,31 km² land.

### Tätorter i kommunen 1960
I Vedums landskommun fanns tätorten Vedum, som hade 710 invånare den 1 november 1960. Tätortsgraden i kommunen var då 27,3 procent.

## Politik

### Mandatfördelning i valen 1950-1962
| 2 |  | 14 | 5 | 8 |

| 30 |

| 3 |  | 12 | 6 | 8 |

| 30 |

| 3 | 13 | 4 | 10 |

| 30 |

| 4 | 14 | 4 | 8 |

| 28 |